# Jatobá do Piauí
Jatobá do Piauí là một đô thị thuộc bang Piauí, Brasil. Đô thị này có diện tích 663,797 km², dân số năm 2007 là 4501 người, mật độ 6,78 người/km².